# Чери, Роберто
Робе́рто Че́ри (исп. Roberto Chery; 16 февраля 1896, Монтевидео — 30 мая 1919, Рио-де-Жанейро) — уругвайский футболист, вратарь клуба «Пеньяроль» и сборной Уругвая второй половины 1910-х годов.

## Биография
Роберто Чери родился в 1896 году и начинал заниматься футболом в «Пеньяроле» ещё в то время, когда клуб назывался ЦУЖДКК. За основной состав «ауринегрос» дебютировал в товарищеском матче против «Ривер Плейта» в 1915 году. С 1916 года стал основным вратарём «Пеньяроля». В 1916—1918 годах выиграл с командой семь товарищеских внутренних кубков, международный товарищеский Кубок Тортони, а также два официальных международных (аргентино-уругвайских) турнира — Кубок Славы Коусиньер и Кубок Тье Компетитион. В 1918 году вместе с «Пеньяролем» стал чемпионом Уругвая. В девяти класико против «Насьоналя» с Чери «Пеньяроль» уступил лишь однажды, пропустив с пенальти гол от Карлоса Скароне.
В 1919 году Чери был включён в заявку сборной Уругвая на чемпионат Южной Америки, проходивший в Бразилии. Чери был дублёром ветерана сборной Каэтано Сапорити, который сыграл в первом матче 13 мая против Аргентины (3:2), и во втором матче, состоявшемся 17 мая, Северино Кастильо принял решение дать проявить себя дублёру. Роберто с честью справился со своей задачей и не дал чилийцам поразить свои ворота, а Уругвай вновь одержал победу на стадионе Ларанжейрас в Рио-де-Жанейро, со счётом 2:0. Однако в одном из эпизодов этой встречи вратарь получил серьёзную травму, у Чери возникли осложнения в связи с паховой грыжей, и он умер в больнице 30 мая. В оставшихся матчах ворота сборной вновь защищал Сапорити. Уругвай уступил в «золотом матче» хозяевам, бразильцам, в самом долгом матче в истории чемпионатов Южной Америки, пропустив гол от Артура Фриденрайха в пятом дополнительном тайме.

## Память
После смерти Чери КОНМЕБОЛ учредила Кубок Роберто Чери, который 1 июня 1919 года разыграли между собой сборные Бразилии (только что ставшая чемпионом континента) и Аргентины. При этом бразильцы вышли на игру в чёрно-жёлтых футболках «Пеньяроля», а аргентинцы — в небесно-голубых футболках сборной Уругвая. Победителя выявить не удалось — команды сыграли 3:3, после чего передали трофей на вечное хранение в штаб-квартиру «Пеньяроля».
В 1923—1924 годах в чемпионатах Уругвая под эгидой ФУФ выступала команда «Роберто Чери».

## Титулы и достижения
официальные турниры
- Чемпион Уругвая: 1918
- Обладатель Кубка Славы Коусиньер: 1918
- Обладатель Кубка Тье Компетитион: 1916
- Вице-чемпион Южной Америки: 1919 (посмертно)

товарищеские турниры
- Обладатель Кубка Компетенсиа: 1916
- Обладатель Кубка Чести: 1918
- Обладатель Кубка Альбиона (2): 1916, 1917
- Обладатель Кубка Юбилея: 1916
- Обладатель Кубка Монтевидео: 1918
- Обладатель Кубка «Ла Трансатлантика»: 1916
- Обладатель Кубка Тортони: 1918